# باويلة شاة علي (مقاطعة دلفان)
باويلة شاة علي (بالفارسية: باویله شاه علی) هي قرية تقع في قسم ميربغ الجنوبي الريفي (مقاطعة دلفان) في إيران.